# Stephan Grüger

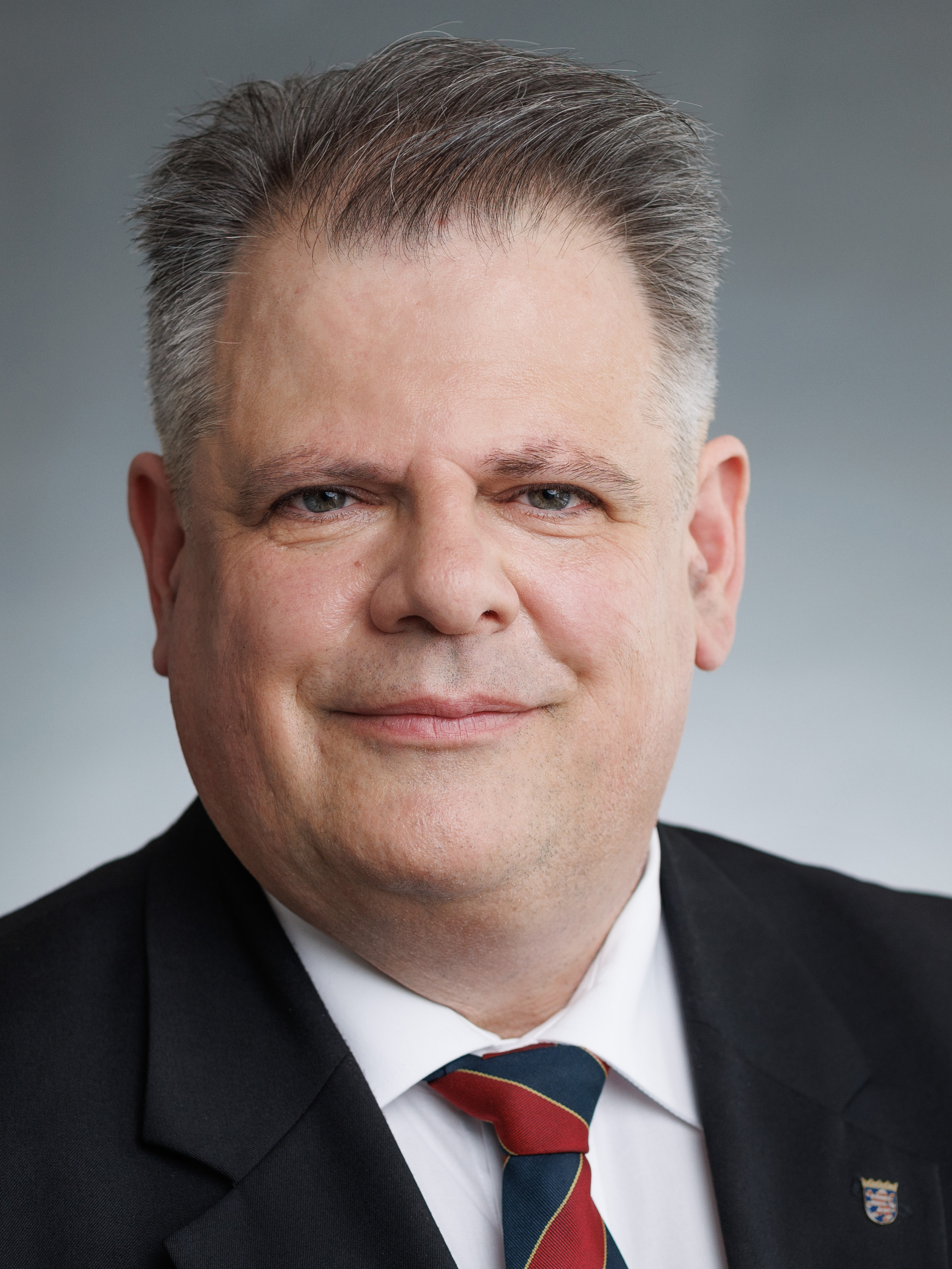
Stephan Grüger (2022)

Stephan Grüger (* 28. Januar 1966 in Düsseldorf) ist ein deutscher Politiker (SPD).

## Leben und Beruf
Stephan Grüger wurde als Sohn einer Lehrerin und eines Sozialarbeiters geboren und wuchs in Düsseldorf auf. Er ging dort auf das Goethe-Gymnasium und erlangte später an der Heinrich-Heine-Universität Düsseldorf den Magister artium der Philosophie, Politikwissenschaften und Biologie. Er studierte außerdem an den Universitäten Oldenburg, Hannover, der University of California, Davis und der University of Nottingham.
Nach seinem Studium arbeitete Grüger als wissenschaftlicher Mitarbeiter einer Landtagsabgeordneten im Landtag NRW. Ab 2001 arbeitete er als Großkundenbetreuer (Key-Account-Manager) in der Energiewirtschaft. Seit dem 1. Januar 2014 ist Grüger zur Ausübung des Landtagsmandates von seinem Arbeitgeber ohne Bezüge beurlaubt. Als Betriebsratsvorsitzender und stellv. Vorsitzender des Verwaltungsrates war er bis zur Neuwahl des Betriebsrates im Mai 2014 tätig.

## Politik

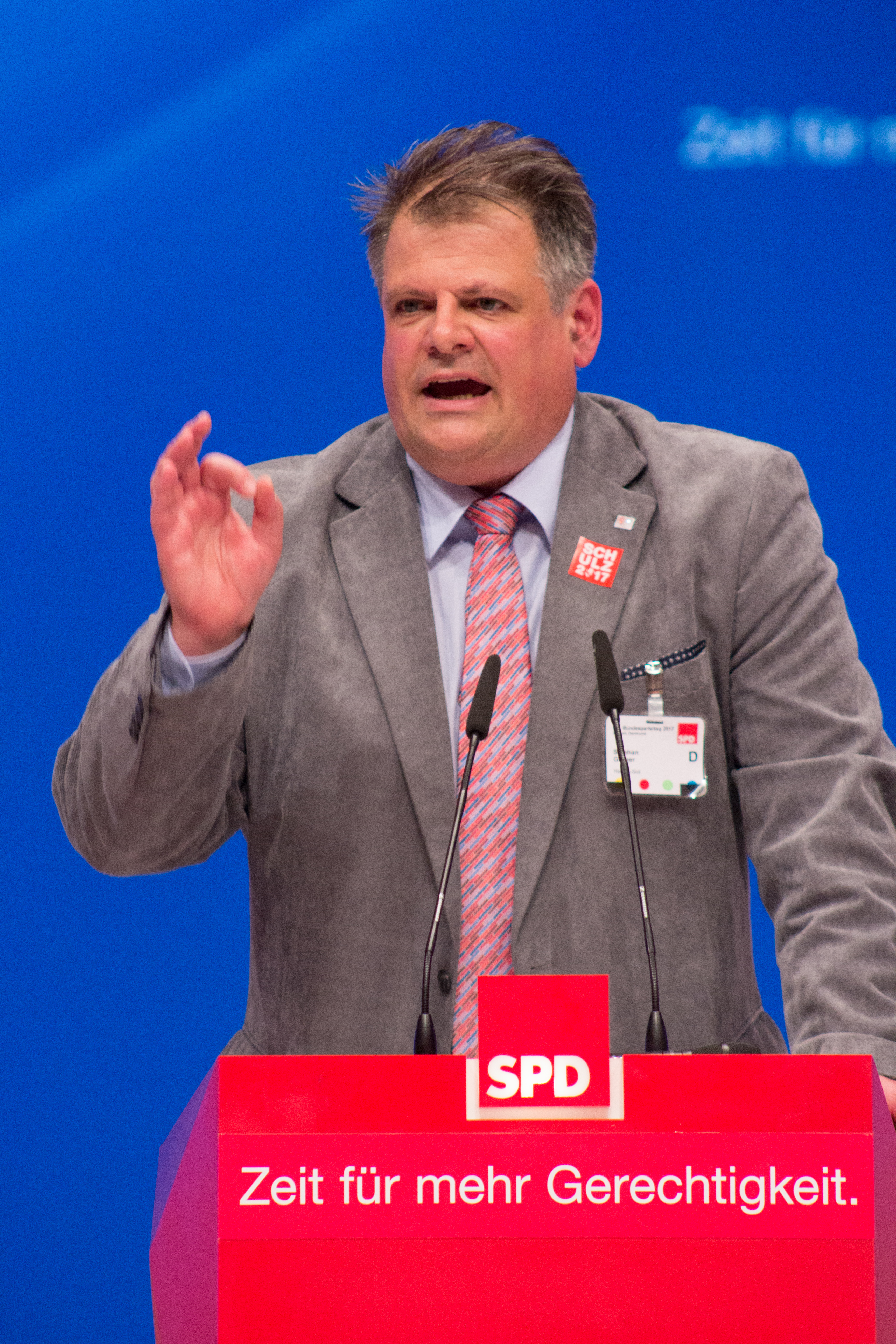
Stephan Grüger auf dem SPD-Bundesparteitag Juni 2017 in Dortmund

Seine politische Tätigkeit begann Grüger als Schulsprecher am Goethe-Gymnasium in Düsseldorf. Von 1987 bis 1994 war er als Mitglied des Studierendenparlamentes und als Mitglied des Allgemeinen Studierendenausschusses (AStA) sowie als Mitglied des akademischen Senats der Heinrich-Heine-Universität Düsseldorf tätig. 1990/91 und 1994 war er AStA-Vorsitzender der Heinrich-Heine-Universität Düsseldorf.
Stephan Grüger war von 1992 bis 1999 Mitglied des Bundesvorstandes der Jusos. 1995 kandidierte er bei dem Juso-Bundeskongress in Gera gegen den damaligen Juso-Bundesvorsitzenden Thomas Westphal und unterlag mit einer Stimme Differenz. Auf Grund von Unregelmäßigkeiten bei der Wahl von Westphal musste die Vorsitzwahl auf einem Sonderbundeskongress (Bonn-Bad Godesberg) wiederholt werden. Nach dem Rückzug Westphals kam es dort zu einer Stichwahl zwischen Grüger und Andrea Nahles, welche Letztere knapp für sich entscheiden konnte. Grüger wurde zum stellvertretenden Vorsitzenden gewählt.
Als stellvertretender Juso-Bundesvorsitzender war er von 1995 bis 1999 verantwortlich für die von ihm initiierte Solarkampagne der Jusos, mit der sie für die Energiewende warben.
Später war Grüger als Mitglied des SPD-Unterbezirksvorstands Düsseldorf (1999 bis 2000), als SPD-Ortsvereinsvorsitzender in Driedorf (2001–2009) und als Mitglied des geschäftsführenden SPD-Unterbezirksvorstandes Lahn-Dill aktiv. Seit 2009 ist er stellvertretender Vorsitzender des SPD-Unterbezirks Lahn-Dill. Er ist Mitglied des Kreistages des Lahn-Dill-Kreises und Mitglied der Regionalversammlung Mittelhessen.
Bei der Landtagswahl in Hessen 2013 trat er im Wahlkreis Lahn-Dill I an. Hier unterlag er gegen Clemens Reif. Ihm gelang jedoch der Einzug in den hessischen Landtag über einen Listenplatz der Partei. 2018 und 2023 wurde er erneut über die Liste in den Landtag gewählt.
Sein politischer Schwerpunkt liegt in der Wirtschafts- und Industriepolitik, als deren wichtigste Innovationsaufgabe er die Energiewende ansieht. Seit Dezember 2023 ist Stephan Grüger Präsident der Europäische Vereinigung für Erneuerbare Energien (Eurosolar).
Seit dem 26. Januar 2025 ist Grüger Mitglied des Ausschusses der Regionen der Europäischen Union (EU).

## Sonstiges
Grüger ist verheiratet und hat ein Kind.